# Nady Bamba
Pour les articles homonymes, voir Bamba.
Nadiana « Nady » Bamba  est l'épouse de Laurent Gbagbo.

## Biographie
Musulmane, elle a été correspondante de la radio Africa n°1 et a fondé le groupe de communication Cyclone, dont le directeur général est son cousin. Elle est diplômée de l'École française des attachés de presse (EFAP).
« Nady » comme on la surnomme est originaire de la ville de Touba, dans le nord-ouest, le fief des Fadiga et des Bamba. Discrète lors des premières années de son idylle avec Laurent Gbagbo, elle sort de l’ombre au début de l’année 2000 lors de la campagne présidentielle. Son appartement du quartier populaire d'Adjamé, les « 220 Logements », abrite de temps en temps le candidat Gbagbo.
Leur union est scellée en 2001, selon les rites coutumiers mahouka (malinké) et musulman,. Ils donnent naissance à un fils le 30 juillet 2002, David Al Raïs. Laurent Gbagbo cumule ce mariage avec celui, officiel, le liant à Simone Gbagbo, dont il demande finalement le divorce en 2021.
Après la chute du président Laurent Gbagbo, Nady Bamba s'exile à Malabo (Guinée équatoriale), puis à Accra (Ghana). Accusée par l'Union européenne (UE) d'avoir fait obstruction au processus de paix et à la réconciliation en Côte d’Ivoire, ses avoirs sont gelés. Elle attaque cette décision en justice en qualifiant ces accusations d’insensées. En juin 2011, la Cour de justice européenne (CJE) lui donne raison et annule les sanctions formulées par l’UE, lui permettant de retrouver la plénitude de ses finances et tous ses droits. La Côte d'Ivoire la soupçonne d'avoir financé des opérations de déstabilisation alors qu'elle dénonce pour sa part l'acharnement du nouveau pouvoir ivoirien.
En 2019, elle réside en Belgique avec Laurent Gbagbo, qui est libéré provisoirement et est dans l'attente de la procédure d'appel de son acquittement. En 2021, le couple revient en Cote d'Ivoire.